# Капела (Венеција)
Капела (итал. Cappella) је насеље у Италији у округу Венеција, региону Венето.
Према процени из 2011. у насељу је живело 946 становника. Насеље се налази на надморској висини од 10 м.